# 길마가지나무
길마가지나무(Lonicera harai)는 한국 각처의 산록의 양지 바위 틈에 나는 낙엽관목으로 높이는 3m 정도이다. 줄기의 껍질은 회갈색, 골속은 흰색이다. 잎은 마주나며, 타원형, 난상 타원형, 길이 3-7cm, 가장자리는 밋밋하고, 양 면 맥과 가장자리에 털이 있으며, 잎자루의 길이는 3-5mm이다. 꽃은 잎과 함께 피고, 노란색, 흰색, 잎겨드랑이에서 2송이씩 밑을 향해 달리고, 꽃자루의 길이 3-12mm, 포의 길이 4-12mm이다. 꽃받침은 얕게 5갈래, 화관은 길이 10-13mm, 지름 15mm, 거의 입술모양이다. 열매는 장과로 2개가 거의 합쳐지고, 둥근 모양이며 붉게 익고, 약간 단맛이 난다.